# Talivittaticella uniseriata
Talivittaticella uniseriata är en mossdjursart som beskrevs av David och Pouyet 1986. Talivittaticella uniseriata ingår i släktet Talivittaticella och familjen Catenicellidae. Inga underarter finns listade i Catalogue of Life.